# Xpadder
Xpadder é um software que tem como função emular o uso do teclado ou do mouse usando um controlador ou joystick.
Inicialmente, ele foi usado para que se possa usar os jogos que tem pouco ou nenhum suporte ao controle, mas o Xpadder pode
ser usado em navegadores para web, tocadores de mídia ou quase todas as aplicações.
O Xpadder pode suportar até 16 controles ao mesmo tempo. E o programa pode fazer o controle vibrar se o controle tiver
essa função.
É compatível com os sistemas operacionais Windows XP, Windows Server 2003, Windows Vista, Windows Seven, Windows 8 e Windows 10 - seja 32 ou 64 bits. 
Versão Atual: v2015.01.01

## Recursos
- Emulação de teclado e mouse
- Gerenciador de perfis
- Suporte para vários tipos de controles
- Suporta o uso de 16 controles simultaneamente
- Suporte para vibração em controles compatíveis
- Suporte para controles especiais (guitarra, bateria, volantes, pedais, etc...)

## Limitações
O Xpadder não funciona em alguns jogos multiplayer online que usam programas anti-hacker. Jogos que usam o GameGuard bloqueiam o Xpadder. Mas nos que usam o PunkBuster, o Xpadder é aceito sem problemas.
Não há suporte para as teclas "PrintScreen/PrtSc" e "Pause/Break".

## Status
No dia 9 de outubro de 2008, o criador do Xpadder, Jonathan Firth, decidiu encerrar o desenvolvimento do programa
na versão 5.3 mas, no início de 2009, Jonathan decidiu retomar o desenvolvimento do Xpadder lançando a versão especial 5.4 como versão comercial. E que todas as versões após a 5.4 seriam assim. A versão gratuita (5.3) ainda está disponível em sites de downloads.
Em 18 de março de 2010, Jonathan decidiu que, quem comprar o programa, terá acesso gratuito a todas as versões posteriores do XPadder e liberou o download gratuito de todas as versões anteriores, exceto o mais recente. Também decidiu mudar a metodologia de nomeação da versão do programa. Ele adotou o sistema japonês de data (ano/mês/dia) para definir a versão mais recente.